# إس. ويزلي هاينز
إس. ويزلي هاينز (بالإنجليزية: S. Wesley Haynes)‏ هو مهندس معماري أمريكي، ولد في 1892 في فيتشبورغ في الولايات المتحدة، وتوفي في 1983.